# Lista de deputados estaduais de Mato Grosso do Sul da 9.ª legislatura
Esta é a lista de deputados estaduais de Mato Grosso do Sul eleitos para a 9.ª legislatura. São relacionados os parlamentares que assumiram o cargo em 1.º de fevereiro de 2011, o partido pelo qual foram eleitos e a quantidade de votos que receberam naquela eleição. O mandato expirou em 31 de janeiro de 2014.
Também há a lista dos suplentes que assumiram durante a legislatura.

## Mesa diretora

### Primeira mesa
Na primeira metade do mandato, Jerson Domingos foi eleito presidente.
|  | Cargo               | Nome               | Partido |
|  | ------------------- | ------------------ | ------- |
|  | Presidente          | Jerson Domingos    | PMDB    |
|  | 1.° Vice-presidente | Maurício Picarelli | PMDB    |
|  | 2.ª Vice-presidente | Dione Hashioka     | PSDB    |
|  | 3.ª Vice-presidente | Mara Caseiro       | PTdoB   |
|  | 1.° Secretário      | Paulo Corrêa       | PR      |
|  | 2.° Secretário      | Paulo Duarte       | PT      |
|  | 3.° Secretário      | Felipe Orro        | PDT     |

### Segunda mesa
Na segunda metade do mandato, Jerson Domingos foi reeleito presidente.
|  | Cargo               | Nome                  | Partido |
|  | ------------------- | --------------------- | ------- |
|  | Presidente          | Jerson Domingos       | PMDB    |
|  | 1.° Vice-presidente | Maurício Picarelli    | PMDB    |
|  | 2.ª Vice-presidente | Dione Hashioka        | PSDB    |
|  | 3.ª Vice-presidente | Mara Caseiro          | PTdoB   |
|  | 1.° Secretário      | Antônio Carlos Arroyo | PR      |
|  | 2.º Secretário      | Pedro Kemp            | PT      |
|  | 3.° Secretário      | Felipe Orro           | PDT     |

## Lista de parlamentares
|  | Nome                                    | Partido | Votos nominais | Referências |
|  | --------------------------------------- | ------- | -------------- | ----------- |
|  | Alcides Bernal                          | PP      | 26.159         | [ 2 ]       |
|  | Antônio Carlos Arroyo                   | PR      | 28.489         | [ 3 ]       |
|  | Cabo Almi (José Almi Pereira Moura)     | PT      | 20.604         | [ 4 ]       |
|  | Carlos Marun                            | PMDB    | 24.069         | [ 5 ]       |
|  | Diogo Tita (Diogo Robalinho de Queiroz) | PPS     | 20.277         | [ 3 ]       |
|  | Dione Hashioka                          | PSDB    | 19.843         | [ 6 ]       |
|  | Eduardo Rocha                           | PMDB    | 25.428         | [ 3 ]       |
|  | Felipe Orro                             | PDT     | 25.703         | [ 3 ]       |
|  | George Takimoto                         | PSL     | 23.646         | [ 7 ]       |
|  | Jerson Domingos                         | PMDB    | 38.204         | [ 8 ]       |
|  | Junior Mochi (Oswaldo Mochi Junior)     | PMDB    | 31.881         | [ 9 ]       |
|  | Laerte Tetila                           | PT      | 21.781         | [ 10 ]      |
|  | Lauro Davi                              | PSB     | 18.244         | [ 11 ]      |
|  | Londres Machado                         | PR      | 30.266         | [ 12 ]      |
|  | Mara Caseiro                            | PTdoB   | 19.888         | [ 3 ]       |
|  | Marcio Fernandes                        | PTdoB   | 23.138         | [ 3 ]       |
|  | Marcio Monteiro                         | PSDB    | 29.052         | [ 13 ]      |
|  | Marquinhos Trad (Marcos Marcello Trad)  | PMDB    | 56.287         | [ 14 ]      |
|  | Maurício Picarelli                      | PTB     | 28.277         | [ 15 ]      |
|  | Onevan de Matos                         | PDT     | 36.962         | [ 16 ]      |
|  | Paulo Corrêa                            | PR      | 35.330         | [ 15 ]      |
|  | Paulo Duarte                            | PT      | 40.991         | [ 17 ]      |
|  | Pedro Kemp                              | PT      | 21.779         | [ 15 ]      |
|  | Zé Teixeira (José Roberto Teixeira)     | DEM     | 41.991         | [ 15 ]      |

## Lista de suplentes que assumiram durante a legislatura
|  | Nome                                | Partido | Referências |
|  | ----------------------------------- | ------- | ----------- |
|  | Professor Rinaldo (Rinaldo Modesto) | PSDB    | [ 1 ]       |